# احمدعلی بهرامی
احمدعلی بهرامی‌ سفیر، وزیر و حقوق دان در دوره پهلوی بود.

## تولد و تحصیلات
احمدعلی فرزند فضل‌الله بهرامی در سال ۱۲۹۸ به دنیا آمد. وی پس از پایان دوره تحصیل خود در ایران برای دوره تحصیلات عالیه به بروکسل و دانشگاه شهر گرنوبل رفت پس از آغاز جنگ جهانی دوم به ژنو نقل مکان کرد و موفق به اخذ درجه لیسانس در رشته حقوق گردید.

## دوران کاری
او پس از بازگشت به ایران در وزارت عدلیه و سپس وزارت کار به فعالیت پرداخت. بهرامی در دوره ملی شدن نفت در دادگاه لاهه حاضر شده و در دفاع از منافع نفتی ایران در برابر شرکت نفت ایران و انگلستان در زمان دولت مصّدق صحبت کرد.
احمدعلی بهرامی در سال ۱۳۳۹ به عنوان وزیر کار در کابینه مهندس شریف امامی منصوب شد. بعد از آن و در زمان وزارت عطاءالله خسروانی به معاونی پارلمانی وزارت کار و مدیر عامل سازمان بیمه‌های اجتماعی کارگران منصوب شد.
او بعداً به استخدام وزارت امور خارجه درآمد و به عنوان سفیر ایران در کشورهای مراکش و چین فعالیت کرد. در زمان نخست‌وزیری شاپور بختیار به سمت رئیس کلّ هیئت بازرسی شرکت ملی نفت منصوب شد.
پس از پیروزی انقلاب ۱۳۵۷ با اجازه رسمی از وزارت امور خارجه دولت موقّت برای مداوا راهی فرانسه شد و پس از مدت کوتاهی به سبب بیماری درگذشت.

## تالیفات
از او کتاب در جستجوی انسانیت و عدالت (خاطرات احمدعلی بهرامی) باقی مانده است.
| نخست‌وزیر: شریف‌امامی        |                  |                             |    |                |                |
| معاون نخست‌وزیر: محمد سجادی |                  |                             |    |                |                |
| وزیر مشاور: احمد آرامش     |                  |                             |    |                |                |
| وزیران                     |                  |                             |    |                |                |
| ر.                         | وزیر             | وزارت‌خانه                   | ر. | وزیر           | وزارت‌خانه      |
| ۱                          | محمدرضی ویشکایی  | وزارت گمرکات و انحصارات     | ۸  | ابوالحسن بهنیا | راه و ترابری   |
| ۲                          | صادق امیرعزیزی   | کشور                        | ۹  | طاهر ضیایی     | صنایع و معادن  |
| ۳                          | عبدالباقی شعاعی  | دارایی                      | ۱۰ | محمدعلی ممتاز  | دادگستری       |
| ۴                          | حسین قدس نخعی    | امور خارجه                  | ۱۱ | جهانشاه صالح   | فرهنگ          |
| ۵                          | علی اصغر نقدی    | جنگ                         | ۱۲ | احمدعلی بهرامی | کار            |
| ۶                          | جواد آشتیانی     | بهداری                      | ۱۳ | ابراهیم مهدوی  | کشاورزی        |
| ۷                          | عبدالحسین اعتبار | پست، تلگراف و تلفن          |    |                |                |
| وزیران مشاور               |                  |                             |    |                |                |
| ر.                         | وزیر مشاور       | وزارت مشاور                 | ر. | وزیر مشاور     | وزارت مشاور    |
| ۱                          | محمد سجادی       | سرپرست امور اقتصادی         | ۳  | احمد آرامش     | برنامه و بودجه |
| معاونان نخست‌وزیری          |                  |                             |    |                |                |
| ر.                         | معاون            | معاونت                      |    |                |                |
| ۱                          | اشرف احمدی       | وزیر مشاور و معاون نخست‌وزیر |    |                |                |